# 7e session du Comité du patrimoine mondial
La 7e session du Comité du patrimoine mondial a eu lieu du 5 décembre 1983 au 9 décembre 1983 à Florence, en Italie.

## Participants
Les membres du comité du patrimoine mondial sont représentés par les États suivants :
- Algérie (vice-présidence)
- Allemagne de l'Ouest
- Argentine
- Australie (vice-présidence)
- Brésil (rapporteur)
- Chypre
- France
- Guinée (vice-présidence)
- Italie (présidence)
- Jordanie
- Liban
- Libye
- Norvège (vice-présidence)
- Sri Lanka (vice-présidence)
- Turquie

La session inclut également les États et organisations suivantes :
- États observateurs :
  -  Bulgarie
  -  Canada
  -  Costa Rica
  -  Danemark
  -  Égypte
  -  Équateur
  -  États-Unis
  -  Maroc
  -  Nigeria
  -  Pérou
  -  Pologne
  -  Portugal
  -  Vatican

- Organisations invitées à titre consultatif :
  - ICCROM
  - ICOMOS
  - UICN

- Organisations internationales gouvernementales et non-gouvernementales
  - Fonds mondial pour la nature
  - Union internationale des architectes

## Inscriptions

### Patrimoine mondial
Le Comité décide d'inscrire 29 sites sur la liste du patrimoine mondial.
Le Costa Rica, l'Inde, le Pérou, le Portugal et la Suisse connaissent leur première inscription.
Les critères indiqués sont ceux utilisés par l'Unesco depuis 2005, et non pas ceux employés lors de l'inscription des sites. Par ailleurs, les superficies mentionnées sont celles des biens actuels, qui ont pu être modifiées depuis leur inscription.
| Bien                                                                   | Pays                 | Type                             | Superficie (ha) | Zone tampon (ha) | Lien | Notes                                                                                     | Coordonnées                          | Illus. |
| ---------------------------------------------------------------------- | -------------------- | -------------------------------- | --------------- | ---------------- | ---- | ----------------------------------------------------------------------------------------- | ------------------------------------ | ------ |
| Église de pèlerinage de Wies                                           | Allemagne de l'Ouest | Culturel (i), (iii)              | 0,1             | 8,4              | 271  |                                                                                           | 47° 40′ 52″ nord, 10° 54′ 00″ est    |        |
| Ruines de São Miguel das Missões                                       | Brésil               | Culturel (iv)                    |                 |                  | 275  | Bien étendu à 4 sites d'Argentine en 1984, et renommé « Missions jésuites des Guaranis ». | 28° 33′ 00″ sud, 54° 33′ 10″ ouest   |        |
| Monastère de Rila                                                      | Bulgarie             | Culturel (vi)                    | 10,7            | 1 289,7          | 216  |                                                                                           | 42° 08′ 00″ nord, 23° 20′ 25″ est    |        |
| Ancienne cité de Nessebar                                              | Bulgarie             | Culturel (iii), (iv)             | 27,1            | 1 245,6          | 217  |                                                                                           | 42° 39′ 00″ nord, 27° 44′ 00″ est    |        |
| Réserve naturelle de Srébarna                                          | Bulgarie             | Naturel (x)                      | 638             | 673              | 219  | En péril entre 1992 et 2003                                                               | 44° 06′ 52″ nord, 27° 04′ 41″ est    |        |
| Parc national du Pirin                                                 | Bulgarie             | Naturel (vii), (viii), (ix)      | 38 350,04       | 1 078,28         | 225  | Étendu en 2010                                                                            | 41° 40′ 00″ nord, 23° 30′ 00″ est    |        |
| Parc national Wood Buffalo                                             | Canada               | Naturel (vii), (ix), (x)         | 4 480 000       |                  | 256  |                                                                                           | 59° 23′ 00″ nord, 112° 59′ 00″ ouest |        |
| Réserves de la cordillère de Talamanca-La Amistad                      | Costa Rica           | Naturel (vii), (viii), (ix), (x) | 570 045         |                  | 205  |                                                                                           | 9° 24′ 25″ nord, 82° 56′ 20″ ouest   |        |
| Parc national de la Comoé                                              | Côte d'Ivoire        | Naturel (ix), (x)                | 1 150 000       |                  | 227  | En péril entre 2003 et 2017                                                               | 9° 09′ 49″ nord, 3° 46′ 21″ ouest    |        |
| Parc national Sangay                                                   | Équateur             | Naturel (vii), (viii), (ix), (x) | 271 925         |                  | 260  | En péril entre 1992 et 2005                                                               | 1° 50′ 00″ sud, 78° 20′ 00″ ouest    |        |
| Parc national des Great Smoky Mountains                                | États-Unis           | Naturel (vii), (viii), (ix), (x) | 209 000         |                  | 259  |                                                                                           | 35° 36′ 00″ nord, 83° 31′ 00″ ouest  |        |
| Forteresse et site historique de San Juan à Porto Rico                 | États-Unis           | Culturel (vi)                    | 33,39           |                  | 266  |                                                                                           | 18° 27′ 50″ nord, 66° 07′ 09″ ouest  |        |
| Places Stanislas, de la Carrière et d'Alliance à Nancy                 | France               | Culturel (i), (iv)               | 7               | 159              | 229  |                                                                                           | 48° 41′ 37″ nord, 6° 10′ 59″ est     |        |
| Église de Saint-Savin-sur-Gartempe                                     | France               | Culturel (i), (iii)              | 1,61            | 147,77           | 230  |                                                                                           | 46° 33′ 51″ nord, 0° 51′ 58″ est     |        |
| Caps de Girolata et de Porto et réserve naturelle de Scandola en Corse | France               | Naturel (vii), (viii), (x)       | 11 800          |                  | 258  |                                                                                           | 42° 17′ 00″ nord, 8° 36′ 00″ est     |        |
| Grottes d'Ajantâ                                                       | Inde                 | Culturel (i), (ii), (iii), (vi)  | 8 242           | 78 676           | 242  |                                                                                           | 20° 33′ 12″ nord, 75° 42′ 01″ est    |        |
| Grottes d'Ellorâ                                                       | Inde                 | Culturel (i), (iii), (vi)        |                 |                  | 243  |                                                                                           | 20° 01′ 36″ nord, 75° 10′ 38″ est    |        |
| Fort d'Agra                                                            | Inde                 | Culturel (iii)                   |                 |                  | 251  |                                                                                           | 27° 10′ 46″ nord, 78° 01′ 16″ est    |        |
| Taj Mahal                                                              | Inde                 | Culturel (i)                     |                 |                  | 252  |                                                                                           | 27° 10′ 30″ nord, 78° 02′ 31″ est    |        |
| Ville de Cuzco                                                         | Pérou                | Culturel (iii), (iv)             | 142,48          | 284,93           | 273  |                                                                                           | 13° 31′ 30″ sud, 71° 58′ 20″ ouest   |        |
| Sanctuaire historique de Machu Picchu                                  | Pérou                | Mixte (i), (iii), (vii), (ix)    | 38 160,87       |                  | 274  |                                                                                           | 13° 09′ 48″ sud, 72° 32′ 44″ ouest   |        |
| Centre d'Angra do Heroismo aux Açores                                  | Portugal             | Culturel (iv), (vi)              |                 |                  | 206  |                                                                                           | 38° 39′ 20″ nord, 27° 13′ 10″ ouest  |        |
| Monastère des Hiéronymites et tour de Belém à Lisbonne                 | Portugal             | Culturel (iii), (vi)             | 2,66            | 103              | 263  |                                                                                           | 38° 41′ 52″ nord, 9° 12′ 22″ ouest   |        |
| Monastère de Batalha                                                   | Portugal             | Culturel (i), (ii)               | 0,98            | 85,78            | 264  |                                                                                           | 39° 39′ 33″ nord, 8° 49′ 34″ ouest   |        |
| Couvent du Christ à Tomar                                              | Portugal             | Culturel (i), (vi)               |                 |                  | 265  |                                                                                           | 39° 36′ 17″ nord, 8° 25′ 03″ ouest   |        |
| Réserve naturelle de la vallée de Mai                                  | Seychelles           | Naturel (vii), (viii), (ix), (x) | 19,5            |                  | 261  |                                                                                           | 4° 19′ 45″ sud, 55° 44′ 15″ est      |        |
| Vieille ville de Berne                                                 | Suisse               | Culturel (iii)                   | 84,684          |                  | 267  |                                                                                           | 46° 56′ 53″ nord, 7° 27′ 01″ est     |        |
| Couvent de Saint-Gall                                                  | Suisse               | Culturel (ii), (iv)              |                 |                  | 268  |                                                                                           | 47° 25′ 23″ nord, 9° 22′ 38″ est     |        |
| Couvent bénédictin Saint-Jean-des-Sœurs à Müstair                      | Suisse               | Culturel (iii)                   | 2,036           |                  | 269  |                                                                                           | 46° 37′ 45″ nord, 10° 26′ 52″ est    |        |

### Ajournements
Le Comité décide de différer l'inscription de plusieurs sites proposés.
| Site                                      | Pays        | Notes                                                                           | Coordonnées                       | Illus. |
| ----------------------------------------- | ----------- | ------------------------------------------------------------------------------- | --------------------------------- | ------ |
| Minaret de Djâm                           | Afghanistan | Inscrit en 2002, en péril depuis cette date                                     | 34° 23′ 48″ nord, 64° 30′ 58″ est |        |
| Monuments de la vallée de Bâmiyân         | Afghanistan | Inscrit en 2003, en péril depuis cette date                                     | 34° 49′ 30″ nord, 67° 49′ 59″ est |        |
| Site archéologique d'Aï Khanoum           | Afghanistan |                                                                                 | 37° 10′ 10″ nord, 69° 23′ 30″ est |        |
| Ville d'Hérat et ses monuments            | Afghanistan |                                                                                 | 34° 20′ 31″ nord, 62° 12′ 11″ est |        |
| Mosquées traditionnelles du nord du Ghana | Ghana       |                                                                                 | 9° 13′ 13″ nord, 1° 51′ 36″ ouest |        |
| Parc national de Bia                      | Ghana       |                                                                                 | 6° 05′ nord, 3° 06′ ouest         |        |
| Églises et monastères de Goa (en)         | Inde        | Site inscrit en 1986.                                                           | 15° 30′ 07″ nord, 73° 54′ 43″ est |        |
| Ensemble monumental de Hampi              | Inde        | Site inscrit en 1986. En péril entre 1999 et 2006.                              | 15° 20′ 06″ nord, 76° 27′ 43″ est |        |
| Ensemble monumental de Khajurâho          | Inde        | Site inscrit en 1986.                                                           | 24° 51′ 00″ nord, 79° 55′ 30″ est |        |
| Ancienne ville de Samarra                 | Irak        | Site inscrit en 2007, en péril depuis cette date                                | 34° 11′ 54″ nord, 43° 52′ 27″ est |        |
| Babylone                                  | Irak        | Site inscrit en 2019                                                            | 32° 32′ 11″ nord, 44° 25′ 15″ est |        |
| Hatra                                     | Irak        | Site inscrit en 1985, en péril depuis 2015.                                     | 35° 35′ 17″ nord, 42° 43′ 06″ est |        |
| Atoll de Sanganeb (ar)                    | Soudan      | Site inscrit en 2016                                                            | 19° 44′ 10″ nord, 37° 26′ 35″ est |        |
| Ancienne ville d'Alep                     | Syrie       | Examen déjà ajourné l'année précédente. Le site est finalement inscrit en 1986. | 36° 13′ 59″ nord, 37° 10′ 01″ est |        |

### Inscriptions rejetées
Quatre propositions sont rejetées par le Comité, ou retirées par les pays proposants eux-mêmes.
| Site                                                                                               | Pays                 | Notes | Coordonnées                       | Illus. |
| -------------------------------------------------------------------------------------------------- | -------------------- | --- | --------------------------------- | ------ |
| Église Sainte-Élisabeth de Marbourg                                                                | Allemagne de l'Ouest | Proposition retirée par l'Allemagne. | 50° 48′ 54″ nord, 8° 46′ 11″ est  |        |
| Ville hanséatique de Lübeck                                                                        | Allemagne de l'Ouest | Proposition retirée par l'Allemagne. Une nouvelle proposition conduit à l'inscription du site en 1987. | 53° 52′ 11″ nord, 10° 41′ 11″ est |        |
| Vieille ville de Plovdiv                                                                           | Bulgarie             | Proposition rejetée par le Comité, estimant ne pas pouvoir prendre en compte les sites urbains à caractère vernaculaire. Le site est à nouveau ajouté par la Bulgarie à sa liste indicative en 2004, puis retiré en 2006, l'ICOMOS ayant rendu un avis négatif sur son inscription. | 42° 09′ nord, 24° 45′ est         |        |
| Palais des papes, ancienne cathédrale Notre-Dames-des-Doms, pont Saint-Bénézet, remparts d'Avignon | France               | Proposition retirée par la France. En 1995, une nouvelle proposition conduit à l'inscription du site sous le nom de « Centre historique d'Avignon ». | 43° 57′ 03″ nord, 4° 48′ 27″ est  |        |